# Moby Grape (musikalbum)
Moby Grape är musikgruppen Moby Grapes självbetitlade debutalbum. Skivan spelades in mars–april 1967 och släpptes i juni 1967 på Columbia Records. Den har av ett flertal musikkritiker, såsom Robert Christgau, pekats ut som en av de bästa psykedeliska rockskivorna från 1960-talet. Alla gruppens medlemmar har bidragit till komponerandet av låtarna på albumet. Noterbart är att nästan alla kompositioner är korta, vanligtvis brukar psykedelisk rock innebära längre låtar och "jam-sessioner". Fem singlar släpptes från skivan, men det var bara "Omaha" som blev någorlunda framgångsrik med en 88:e plats på singellistan Billboard Hot 100. Albumet är rankat som #121 i magasinet Rolling Stones lista The 500 Greatest Albums of All Time.

## Låtlista
(Kompositör inom parentes)
Sida 1
1. "Hey Grandma" (Jerry Miller, Don Stevenson) – 2:25
2. "Mr. Blues" (Bob Mosley) – 1:55
3. "Fall on You" (Peter Lewis) – 1:50
4. "8:05" (Miller, Stevenson) – 2:17
5. "Come in the Morning" (Mosley) – 2:04
6. "Omaha" (Skip Spence) – 2:19
7. "Naked, If I Want To" (Miller) – 0:51

Sida 2
1. "Someday" (Miller, Stevenson, Spence) – 2:30
2. "Ain't No Use" (Miller, Stevenson) – 1:33
3. "Sitting by the Window" (Lewis) – 2:38
4. "Changes" (Miller, Stevenson) – 3:13
5. "Lazy Me" (Mosley) – 1:39
6. "Indifference" (Spence) – 4:09

Bonusspår på CD-utgåvan från 2007
1. "Rounder" (instrumental) (Spence) – 2:02
2. "Looper" (Lewis) – 2:36
3. "Indifference" (Spence) – 2:51
4. "Bitter Wind" (Mosley) – 2:38
5. "Sweet Ride (Never Again)" (lång version) (Spence, Miller, Mosley, Stevenson, Lewis) – 5:56

## Medverkande
Musiker
- Peter Lewis – rytmgitarr, sång
- Jerry Miller – sologitarr, sång
- Bob Mosley – basgitarr, sång
- Skip Spence – rytmgitarr, sång
- Don Stevenson – trummor, sång

Produktion
- David Rubinson – producent
- Eric Schou – omslagsdesign
- Jim Marshall – foto

## Listplaceringar
- Billboard 200, USA: #24[8]